# Olyras praestans
Olyras praestans är en fjärilsart som beskrevs av Frederick DuCane Godman och Osbert Salvin 1897. Olyras praestans ingår i släktet Olyras och familjen praktfjärilar. Inga underarter finns listade i Catalogue of Life.